# Pedro Abreu
Pedro Abreu Pascal (Santa Clara, 1º febbraio 1957) è un ex cestista cubano.

## Carriera
Con Cuba ha disputato i Giochi di Mosca 1980, i Mondiali 1986 e due edizioni del Torneo americano di qualificazione alle Olimpiadi.